# San Roque, Delstaten Mexiko
San Roque är en ort i Mexiko.   Den ligger i kommunen Villa Victoria och delstaten Mexiko, i den sydöstra delen av landet, 90 km väster om huvudstaden Mexico City. San Roque ligger 2 616 meter över havet och antalet invånare är 1 283.
Terrängen runt San Roque är kuperad norrut, men söderut är den platt. Runt San Roque är det ganska tätbefolkat, med 166 invånare per kvadratkilometer. Närmaste större samhälle är Salitrillo, 12,7 km öster om San Roque. Trakten runt San Roque består till största delen av jordbruksmark.